# Yoo Young-jin
Yoo Young-jin (hangeul: 유영진; hanja: 劉英振) est un auteur-compositeur-interprète et réalisateur artistique pour plusieurs artistes du label SM Entertainment. Il a produit et écrit des chansons pour H.O.T., S.E.S, BoA, Shinhwa, TVXQ, The Grace, Super Junior, Girls' Generation, SHINee, f(x), EXO, Red Velvet et NCT.

## Biographie
Yoo Young-jin est né dans le district de Gochang en Corée du Sud le 10 avril 1971. Il a deux frères et sœurs plus jeunes. Il est diplômé du lycée de Jeonju.

## Carrière
Il a commencé sa carrière dans le chant en 1995. Il a sorti un album solo nommé Agape (2001), qui se compose de 15 pistes en featuring avec différents artistes de SM Entertainment.

## Discographie
- août 1993: Blues In Rhythm Album
- septembre 1995: Blue Rhythm
- mars 2001: ...지애(之愛) (Agape)

### Écriture et production
- septembre 2009: "Super Girl" - Super Girl de Super Junior-M[3]
- décembre 2010: "Beautiful Girls" (piste bonus) - Into the New World de Girls' Generation

### Compositions
| Date de sortie | Titre de la chanson                                       | Interprète                                     | Album                                                |      |      |      |      |
| 1996           | 1996                                                      | 1996                                           | 1996                                                 | 1996 | 1996 | 1996 | 1996 |
| -------------- | --------------------------------------------------------- | ---------------------------------------------- | ---------------------------------------------------- | ---- | ---- | ---- | ---- |
| 09/07          | "전사의 후예(폭력시대) (Warrior's Descendant)"            | H.O.T.                                         | We Hate All Kinds of Violence                        |      |      |      |      |
| 09/07          | "너는 Fast 나는 Slow (You're Fast I'm Slow)"              | H.O.T.                                         | We Hate All Kinds of Violence                        |      |      |      |      |
| 09/07          | "내가 필요할 때 (소년, 소녀 가장에게) (When You Need Me)" | H.O.T.                                         | We Hate All Kinds of Violence                        |      |      |      |      |
| 1997           |                                                           |                                                |                                                      |      |      |      |      |
| 07/11          | "Go! H.O.T!"                                              | H.O.T.                                         | Wolf and Sheep                                       |      |      |      |      |
| 07/11          | "늑대와 양 (Wolf and Sheep)"                              | H.O.T.                                         | Wolf and Sheep                                       |      |      |      |      |
| 07/11          | "자유롭게 날 수 있도록 (Free to Fly)"                     | H.O.T.                                         | Wolf and Sheep                                       |      |      |      |      |
| 07/11          | "We Are the Future"                                       | H.O.T.                                         | Wolf and Sheep                                       |      |      |      |      |
| 07/11          | "열등감 (The End of my Inferiority Complex)"              | H.O.T.                                         | Wolf and Sheep                                       |      |      |      |      |
| 11/01          | "I'm Your Girl"                                           | S.E.S.                                         | I'm Your Girl                                        |      |      |      |      |
| 11/01          | "완전한 이유"                                             | S.E.S.                                         | S.E.S.                                               |      |      |      |      |
| 11/01          | "그대의 향기"                                             | S.E.S.                                         | S.E.S.                                               |      |      |      |      |
| 1998           |                                                           |                                                |                                                      |      |      |      |      |
| 05/05          | "해결사 (The Solver)"                                     | Shinhwa                                        | Resolver                                             |      |      |      |      |
| 05/05          | "으쌰! 으쌰! (Eusha! Eusha!)"                             | Shinhwa                                        | Resolver                                             |      |      |      |      |
| 05/05          | "천일유혼 (Sharing Forever)"                              | Shinhwa                                        | Resolver                                             |      |      |      |      |
| 09/09          | "열맞춰! (Line up!)"                                      | H.O.T.                                         | Resurrection                                         |      |      |      |      |
| 09/09          | "우리들의 맹세 (The Promise of H.O.T)"                    | H.O.T.                                         | Resurrection                                         |      |      |      |      |
| 11/27          | "Shy Boy"                                                 | S.E.S.                                         | Sea & Eugene & Shoo                                  |      |      |      |      |
| 11/27          | "Dreams Come True"                                        | S.E.S.                                         | Sea & Eugene & Shoo                                  |      |      |      |      |
| 1999           |                                                           |                                                |                                                      |      |      |      |      |
| 04/04          | "T.O.P. (Twinkling of Paradise)"                          | Shinhwa                                        | T.O.P                                                |      |      |      |      |
| 04/04          | "악동보고서 (Yo!)"                                        | Shinhwa                                        | T.O.P                                                |      |      |      |      |
| 09/15          | "Iyah!"                                                   | H.O.T.                                         | Iyah!                                                |      |      |      |      |
| 09/15          | "The Way That You Like Me"                                | H.O.T.                                         | Iyah!                                                |      |      |      |      |
| 11/27          | "Twilight Zone"                                           | S.E.S.                                         | Love                                                 |      |      |      |      |
| 11/27          | "Love"                                                    | S.E.S.                                         | Love                                                 |      |      |      |      |
| 2000           |                                                           |                                                |                                                      |      |      |      |      |
| 04/04          | "악동보고서 (Yo!)"                                        | Shinhwa                                        | T.O.P                                                |      |      |      |      |
| 04/04          | "T.O.P. (Twinkling of Paradise)"                          | Shinhwa                                        | T.O.P                                                |      |      |      |      |
| 08/25          | "ID; Peace B"                                             | BoA                                            | ID; Peace B                                          |      |      |      |      |
| 12/30          | "Be Natural"                                              | S.E.S.                                         | A Letter from Greenland                              |      |      |      |      |
| 12/30          | "I Will..."                                               | S.E.S.                                         | A Letter from Greenland                              |      |      |      |      |
| 2001           |                                                           |                                                |                                                      |      |      |      |      |
| 06/28          | "Hey, Come On!"                                           | Shinhwa                                        | Hey, Come On!                                        |      |      |      |      |
| 06/28          | "Wild Eyes"                                               | Shinhwa                                        | Hey, Come On!                                        |      |      |      |      |
| 12/04          | "Angel Eyes"                                              | SM Town                                        | Christmas Winter Vacation in SMTown.com – Angel Eyes |      |      |      |      |
| 2002           |                                                           |                                                |                                                      |      |      |      |      |
| 03/29          | "Perfect Man"                                             | Shinhwa                                        | Perfect Man                                          |      |      |      |      |
| 12/26          | "중독 (Deep Sorrow)"                                      | Shinhwa                                        | Wedding                                              |      |      |      |      |
| 12/26          | "Hiway (Ride With Me)"                                    | Shinhwa                                        | Wedding                                              |      |      |      |      |
| 04/06          | "Sea of Love"                                             | Fly to the Sky                                 | Sea of Love                                          |      |      |      |      |
| 04/06          | "Sea of Love (Fany Ver.)"                                 | Hwanhee                                        | Sea of Love                                          |      |      |      |      |
| 2003           |                                                           |                                                |                                                      |      |      |      |      |
| 10/01          | "길들이기 (Friend VS Lover)"                              | Dana                                           | 남겨둔 이야기                                        |      |      |      |      |
| 2004           |                                                           |                                                |                                                      |      |      |      |      |
| 10/13          | "Tri-Angle"                                               | TVXQ ft. BoA & TRAX                            | Tri-Angle                                            |      |      |      |      |
| 10/13          | "Million Men"                                             | TVXQ                                           | Tri-Angle                                            |      |      |      |      |
| 2005           |                                                           |                                                |                                                      |      |      |      |      |
| 06/23          | "Girls on Top"                                            | BoA                                            | Girls on Top                                         |      |      |      |      |
| 09/05          | "Rising Sun (순수)"                                       | TVXQ                                           | Rising Sun                                           |      |      |      |      |
| 09/05          | "Dangerous Mind"                                          | TVXQ                                           | Rising Sun                                           |      |      |      |      |
| 11/06          | "Twins (Knock Out)"                                       | Super Junior                                   | Twins                                                |      |      |      |      |
| 2006           |                                                           |                                                |                                                      |      |      |      |      |
| 05/19          | "Scandal"                                                 | Kangta & Vanness                               | Scandal                                              |      |      |      |      |
| 05/19          | "Good Vibration"                                          | Kangta & Vanness                               | Scandal                                              |      |      |      |      |
| 06/01          | "동방의 투혼 (Fighting Spirit of Dong Bang)"              | TVXQ                                           | Fighting Spirit of Dong Bang                         |      |      |      |      |
| 07/28          | "Beautiful Thing"                                         | TVXQ (Xiah Junsu)                              | 극장드라마 Vacation OST                              |      |      |      |      |
| 09/02          | ""O"-正.反.合. ("O"-Jung.Ban.Hap.)"                       | TVXQ                                           | "O"-Jung.Ban.Hap.                                    |      |      |      |      |
| 11/03          | "My Everything"                                           | The Grace                                      | My Everything                                        |      |      |      |      |
| 2007           |                                                           |                                                |                                                      |      |      |      |      |
| 05/04          | "女友 (그녀들의 수다) Girlfriends (Their Talking)"        | The Grace                                      | One More Time, OK?                                   |      |      |      |      |
| 05/04          | "RENEW"                                                   | The Grace                                      | One More Time, OK?                                   |      |      |      |      |
| 09/20          | "Don't Don"                                               | Super Junior                                   | Don't Don                                            |      |      |      |      |
| 09/20          | "갈증 (A Man In Love)"                                    | Super Junior                                   | Don't Don (Repackage)                                |      |      |      |      |
| 2008           |                                                           |                                                |                                                      |      |      |      |      |
| 01/15          | "Purple Line"                                             | TVXQ                                           | Purple Line                                          |      |      |      |      |
| 03/03          | "Star Wish (I Will)"                                      | Zhang Liyin                                    | I Will                                               |      |      |      |      |
| 03/03          | "One More Try"                                            | Zhang Liyin                                    | I Will                                               |      |      |      |      |
| 09/26          | "HEY! (Don't Bring Me Down)"                              | TVXQ                                           | MIROTIC                                              |      |      |      |      |
| 09/26          | "악녀 (Are You a Good Girl?)"                             | TVXQ                                           | MIROTIC                                              |      |      |      |      |
| 09/01          | "The Shinee World (Doo-Bop)"                              | SHINee                                         | The Shinee World                                     |      |      |      |      |
| 10/21          | "Neo Animyeon Andoeneun Geol (Romantic)"                  | SHINee                                         | The Shinee World (Repackage)                         |      |      |      |      |
| 2009           |                                                           |                                                |                                                      |      |      |      |      |
| 03/12          | "Sorry, Sorry"                                            | Super Junior                                   | Sorry, Sorry                                         |      |      |      |      |
| 03/17          | "Girls on Top"                                            | BoA                                            | BoA                                                  |      |      |      |      |
| 09/14          | "Super Girl"                                              | Super Junior-M                                 | Super Girl                                           |      |      |      |      |
| 10/09          | "不愛．請閃開 (Goodbye. Bye Bye)"                         | Elva Hsiao                                     | Diamond Candy                                        |      |      |      |      |
| 10/22          | "Ring Ding Dong"                                          | SHINee                                         | 2009, Year of Us                                     |      |      |      |      |
| 12/14          | "Sorry, Sorry-Answer"                                     | Super Junior                                   | The 2nd Asia Tour Concert : Super Show 2             |      |      |      |      |
| 2010           |                                                           |                                                |                                                      |      |      |      |      |
| 05/10          | "미인아 (BONAMANA)"                                       | Super Junior                                   | Bonamana                                             |      |      |      |      |
| 07/19          | "Lucifer"                                                 | SHINee                                         | Lucifer                                              |      |      |      |      |
| 09/13          | "Breaka Shaka"                                            | Kangta                                         | The First Digital Single                             |      |      |      |      |
| 11/29          | "Hot Times"                                               | SM The Ballad                                  | SM The Ballad Vol. 1                                 |      |      |      |      |
| 2011           |                                                           |                                                |                                                      |      |      |      |      |
| 01/11          | "왜 (Keep Your Head Down)"                                | TVXQ                                           | Keep Your Head Down                                  |      |      |      |      |
| 01/11          | "Maximum"                                                 | TVXQ                                           | Keep Your Head Down                                  |      |      |      |      |
| 03/16          | "이것만은 알고가 독백 (Before U Go - Monologue)"          | TVXQ                                           | Keep Your Head Down (Repackage)                      |      |      |      |      |
| 03/16          | "이것만은 알고가 (Before U Go)"                           | TVXQ                                           | Keep Your Head Down (Repackage)                      |      |      |      |      |
| 08/01          | "Mr. Simple"                                              | Super Junior                                   | Mr. Simple                                           |      |      |      |      |
| 08/22          | "Superman"                                                | Super Junior                                   | Mr. Simple                                           |      |      |      |      |
| 09/28          | "B.U.T."                                                  | TVXQ                                           | Tone (TVXQ album)                                    |      |      |      |      |
| 2012           |                                                           |                                                |                                                      |      |      |      |      |
| 01/30          | "What Is Love"                                            | EXO                                            | Mama                                                 |      |      |      |      |
| 03/09          | "History"                                                 | EXO                                            | Mama                                                 |      |      |      |      |
| 04/08          | "Mama"                                                    | EXO                                            | Mama                                                 |      |      |      |      |
| 07/04          | "Sexy, Free & Single"                                     | Super Junior                                   | Sexy, Free & Single                                  |      |      |      |      |
| 07/04          | "From U"                                                  | Super Junior                                   | Sexy, Free & Single                                  |      |      |      |      |
| 09/24          | "Catch Me"                                                | TVXQ                                           | Catch Me                                             |      |      |      |      |
| 10/31          | "Maxstep"                                                 | Younique Unit                                  | PYL Younique Volume 1                                |      |      |      |      |
| 2013           |                                                           |                                                |                                                      |      |      |      |      |
| 01/01          | "I GOT A BOY"                                             | Girls' Generation                              | I Got a Boy                                          |      |      |      |      |
| 01/16          | "Catch Me -If You Wanna-"                                 | TVXQ                                           | TIME                                                 |      |      |      |      |
| 2014           |                                                           |                                                |                                                      |      |      |      |      |
| 01/06          | "Something"                                               | TVXQ                                           | TENSE                                                |      |      |      |      |
| 02/27          | "Spellbound"                                              | TVXQ                                           | Spellbound                                           |      |      |      |      |
| 12/22          | "Tell Me What Is Love (D.O.)"                             | EXO                                            | Exology Chapter 1: The Lost Planet                   |      |      |      |      |
| 2015           |                                                           |                                                |                                                      |      |      |      |      |
| 07/20          | "너는 내꺼 (Top of The World)"                            | TVXQ                                           | Rise as God                                          |      |      |      |      |
| 2016           |                                                           |                                                |                                                      |      |      |      |      |
| 01/20          | "One Day One Chance"                                      | Max Changmin, f(Luna), Suho, Key, Xiumin, 조은 | School OZ - Hologram Musical O.S.T                   |      |      |      |      |
| 02/18          | "Tell Me (What Is Love)"                                  | Yoo, Young Jin x D.O.                          | Tell Me (What Is Love)                               |      |      |      |      |
| 11/15          | "Tell Me What To Do"                                      | SHINee                                         | 1 of 1                                               |      |      |      |      |

### Paroles
| Date de sortie | Titre de la chanson                                       | Interprète          | Album                                                |
| -------------- | --------------------------------------------------------- | ------------------- | ---------------------------------------------------- |
| 1996-09-07     | "전사의 후예(폭력시대) (Warrior's Descendant)"            | H.O.T.              | We Hate All Kinds of Violence                        |
| 1996-09-07     | "너는 Fast 나는 Slow (You're Fast I'm Slow)"              | H.O.T.              | We Hate All Kinds of Violence                        |
| 1996-09-07     | "내가 필요할 때 (소년, 소녀 가장에게) (When You Need Me)" | H.O.T.              | We Hate All Kinds of Violence                        |
| 1997-07-11     | "Go! H.O.T!"                                              | H.O.T.              | Wolf and Sheep                                       |
| 1997-07-11     | "늑대와 양 (Wolf and Sheep)"                              | H.O.T.              | Wolf and Sheep                                       |
| 1997-07-11     | "자유롭게 날 수 있도록 (Free to Fly)"                     | H.O.T.              | Wolf and Sheep                                       |
| 1997-07-11     | "We Are the Future"                                       | H.O.T.              | Wolf and Sheep                                       |
| 1997-07-11     | "열등감 (The End of my Inferiority Complex)"              | H.O.T.              | Wolf and Sheep                                       |
| 1997-11-01     | "I'm Your Girl"                                           | S.E.S.              | I'm Your Girl                                        |
| 1997-11-01     | "완전한 이유"                                             | S.E.S.              | S.E.S.                                               |
| 1997-11-01     | "그대의 향기"                                             | S.E.S.              | S.E.S.                                               |
| 1998-05-05     | "해결사 (The Solver)"                                     | Shinhwa             | Resolver                                             |
| 1998-05-05     | "으쌰! 으쌰! (Eusha! Eusha!)"                             | Shinhwa             | Resolver                                             |
| 1998-05-05     | "천일유혼 (Sharing Forever)"                              | Shinhwa             | Resolver                                             |
| 1998-09-09     | "열맞춰! (Line up!)"                                      | H.O.T.              | Resurrection                                         |
| 1998-11-27     | "Shy Boy"                                                 | S.E.S.              | Sea & Eugene & Shoo                                  |
| 1998-11-27     | "Dreams Come True"                                        | S.E.S.              | Sea & Eugene & Shoo                                  |
| 1999-04-04     | "악동보고서 (Yo!)"                                        | Shinhwa             | T.O.P                                                |
| 1999-04-04     | "T.O.P. (Twinkling of Paradise)"                          | Shinhwa             | T.O.P                                                |
| 1999-04-04     | "Iyah!"                                                   | H.O.T.              | Iyah!                                                |
| 1999-04-15     | "The Way That You Like Me"                                | H.O.T.              | Iyah!                                                |
| 1999-11-27     | "Twilight Zone"                                           | S.E.S.              | Love                                                 |
| 1999-11-27     | "Love"                                                    | S.E.S.              | Love                                                 |
| 2000-05-27     | "Only One"                                                | Shinhwa             | Only One                                             |
| 2000-05-27     | "Jam #1"                                                  | Shinhwa             | Only One                                             |
| 2000-05-27     | "너의 결혼식 (Wedding March)"                             | Shinhwa             | Only One                                             |
| 2000-08-25     | "ID; Peace B"                                             | BoA                 | ID; Peace B                                          |
| 2000-12-30     | "Be Natural"                                              | S.E.S.              | A Letter from Greenland                              |
| 2000-12-30     | "I Will..."                                               | S.E.S.              | A Letter from Greenland                              |
| 2001-06-28     | "Hey, Come On!"                                           | Shinhwa             | Hey, Come On!                                        |
| 2001-06-28     | "Wild Eyes"                                               | Shinhwa             | Hey, Come On!                                        |
| 2001-12-04     | "Angel Eyes"                                              | SM Town             | Christmas Winter Vacation in SMTown.com – Angel Eyes |
| 2002-03-13     | "Don't Start Now"                                         | BoA                 | Listen to My Heart                                   |
| 2002-03-29     | "Perfect Man"                                             | Shinhwa             | Perfect Man                                          |
| 2002-12-26     | "중독 (Deep Sorrow)"                                      | Shinhwa             | Wedding                                              |
| 2002-12-26     | "Hiway (Ride With Me)"                                    | Shinhwa             | Wedding                                              |
| 2003-10-01     | "길들이기 (Friend VS Lover)"                              | Dana                | 남겨둔 이야기                                        |
| 2004-10-13     | "Tri-Angle"                                               | TVXQ ft. BoA & TRAX | Tri-Angle                                            |
| 2004-10-13     | "Million Men"                                             | TVXQ                | Tri-Angle                                            |
| 2005-06-23     | "Girls on Top"                                            | BoA                 | Girls on Top                                         |
| 2005-09-05     | "Tonight"                                                 | TVXQ                | Rising Sun                                           |
| 2005-09-05     | "Rising Sun (순수)"                                       | TVXQ                | Rising Sun                                           |
| 2005-09-05     | "Dangerous Mind"                                          | TVXQ                | Rising Sun                                           |
| 2005-12-05     | "Twins (Knock Out)"                                       | Super Junior        | SuperJunior05 (Twins)                                |
| 2006-05-19     | "Scandal" (Korean Version)                                | Kangta & Vanness    | Scandal                                              |
| 2006-05-19     | "Good Vibration" (Korean Version)                         | Kangta & Vanness    | Scandal                                              |
| 2006-06-01     | "동방의 투혼 (Fighting Spirit of Dong Bang)"              | TVXQ                | Fighting Spirit of Dong Bang                         |
| 2006-07-06     | "U"                                                       | Super Junior        | U                                                    |
| 2006-07-28     | "Beautiful Thing"                                         | TVXQ (Xiah Junsu)   | 극장드라마 Vacation OST                              |
| 2006-09-02     | ""O"-正.反.合. ("O"-Jung.Ban.Hap.)"                       | TVXQ                | "O"-Jung.Ban.Hap.                                    |
| 2006-09-02     | "Hey, Girl"                                               | TVXQ                | "O"-Jung.Ban.Hap.                                    |
| 2006-11-03     | "My Everything"                                           | The Grace           | My Everything                                        |
| 2007-05-04     | "女友 (그녀들의 수다) Girlfriends (Their Talking)"        | The Grace           | One More Time, OK?                                   |
| 2007-05-04     | "RENEW"                                                   | The Grace           | One More Time, OK?                                   |
| 2007-09-20     | "Don't Don"                                               | Super Junior        | Don't Don                                            |
| 2007-09-20     | "갈증 (A Man In Love)"                                    | Super Junior        | Don't Don (Repackage)                                |
| 2008-01-15     | "Purple Line"                                             | TVXQ                | Purple Line                                          |
| 2008-03-03     | "Star Wish (I Will)"                                      | Zhang Liyin         | I Will                                               |
| 2008-03-03     | "One More Try"                                            | Zhang Liyin         | I Will                                               |
| 2008-09-26     | "HEY! (Don't Bring Me Down)"                              | TVXQ                | MIROTIC                                              |
| 2008-09-26     | "악녀 (Are You a Good Girl?)"                             | TVXQ                | MIROTIC                                              |
| 2008-10-01     | "The Shinee World (Doo-Bop)"                              | SHINee              | The Shinee World                                     |
| 2008-10-21     | "아.미.고 (Amigo)"                                        | SHINee              | The Shinee World (Repackage)                         |
| 2008-10-21     | "Neo Animyeon Andoeneun Geol (Romantic)"                  | SHINee              | The Shinee World (Repackage)                         |
| 2009-06-22     | "Tell Me Your Wish (Genie)"                               | Girls' Generation   | Tell Me Your Wish (Genie)                            |
| 2009-03-12     | "Sorry, Sorry"                                            | Super Junior        | Sorry, Sorry                                         |
| 2009-09-14     | "Super Girl" (Korean Version)                             | Super Junior-M      | Super Girl                                           |
| 2009-10-22     | "Ring Ding Dong"                                          | SHINee              | 2009, Year of Us                                     |
| 2009-12-14     | "Sorry, Sorry-Answer"                                     | Super Junior        | The 2nd Asia Tour Concert : Super Show 2             |
| 2010-05-03     | "NU 예삐오 (Nu ABO)"                                      | f(x)                | Nu ABO                                               |
| 2010-05-10     | "미인아 (BONAMANA)"                                       | Super Junior        | Bonamana                                             |
| 2010-07-19     | "Lucifer"                                                 | SHINee              | Lucifer                                              |
| 2010-11-29     | "Hot Times"                                               | SM The Ballad       | SM The Ballad Vol. 1                                 |
| 2011-01-11     | "왜 (Keep Your Head Down)"                                | TVXQ                | Keep Your Head Down                                  |
| 2011-01-11     | "Maximum"                                                 | TVXQ                | Keep Your Head Down                                  |
| 2011-03-16     | "이것만은 알고가 독백 (Before U Go - Monologue)"          | TVXQ                | Keep Your Head Down (Repackage)                      |
| 2011-03-16     | "이것만은 알고가 (Before U Go)"                           | TVXQ                | Keep Your Head Down (Repackage)                      |
| 2011-08-01     | "Mr. Simple"                                              | Super Junior        | Mr. Simple                                           |
| 2011-08-01     | "Superman"                                                | Super Junior        | Mr. Simple                                           |
| 2011-10-19     | The Boys (Korean Version)                                 | Girls' Generation   | The Boys                                             |
| 2012-09-24     | "Catch Me"                                                | TVXQ                | "Catch Me"                                           |
| 2012-10-31     | "Maxstep"                                                 | Younique Unit       | PYL Younique Volume 1                                |
| 2013-01-01     | "I GOT A BOY"                                             | Girls' Generation   | I Got a Boy                                          |
| 2014-08-04     | "행복(Happiness)"                                         | Red Velvet          | "행복(Happiness) Digital Single"                     |
| 2020-11-17     | "Black Mamba"                                             | Aespa               | Black Mamba                                          |

### Arrangements
| Date de sortie | Titre de la chanson                                          | Interprète     | Album                              |      |      |      |      |
| 2000           | 2000                                                         | 2000           | 2000                               | 2000 | 2000 | 2000 | 2000 |
| -------------- | ------------------------------------------------------------ | -------------- | ---------------------------------- | ---- | ---- | ---- | ---- |
| 05/27          | "너의 결혼식 (Wedding March)"                                | Shinhwa        | Only One                           |      |      |      |      |
| 08/25          | "ID; Peace B"                                                | BoA            | ID; Peace B                        |      |      |      |      |
| 2001           |                                                              |                |                                    |      |      |      |      |
| 06/28          | "Hey, Come On!"                                              | Shinhwa        | Hey, Come On!                      |      |      |      |      |
| 2002           |                                                              |                |                                    |      |      |      |      |
| 03/13          | "Don't Start Now"                                            | BoA            | Listen to My Heart                 |      |      |      |      |
| 2005           |                                                              |                |                                    |      |      |      |      |
| 06/23          | "Girls on Top"                                               | BoA            | Girls on Top                       |      |      |      |      |
| 12/05          | "Twins (Knock Out)"                                          | Super Junior   | SuperJunior05 (Twins)              |      |      |      |      |
| 2006           |                                                              |                |                                    |      |      |      |      |
| 07/06          | "U"                                                          | Super Junior   | U                                  |      |      |      |      |
| 09/02          | ""O"-正.反.合. ("O"-Jung.Ban.Hap.)"                          | TVXQ           | "O"-Jung.Ban.Hap.                  |      |      |      |      |
| 2008           |                                                              |                |                                    |      |      |      |      |
| 04/08          | "U"                                                          | Super Junior-M | Me                                 |      |      |      |      |
| 05/23          | "누난 너무 예뻐 (Replay) (Noona, You're So Pretty (Replay))" | SHINee         | Replay (EP)                        |      |      |      |      |
| 11/29          | "Hot Times"                                                  | SM The Ballad  | SM The Ballad Vol. 1               |      |      |      |      |
| 2011           |                                                              |                |                                    |      |      |      |      |
| 01/11          | "왜 (Keep Your Head Down)"                                   | TVXQ           | Keep Your Head Down                |      |      |      |      |
| 01/11          | "Maximum"                                                    | TVXQ           | Keep Your Head Down                |      |      |      |      |
| 03/16          | "이것만은 알고가 독백 (Before U Go - Monologue)"             | TVXQ           | Keep Your Head Down (Repackage)    |      |      |      |      |
| 03/16          | "이것만은 알고가 (Before U Go)"                              | TVXQ           | Keep Your Head Down (Repackage)    |      |      |      |      |
| 08/01          | "Mr. Simple"                                                 | Super Junior   | Mr. Simple                         |      |      |      |      |
| 08/01          | "Superman"                                                   | Super Junior   | Mr. Simple                         |      |      |      |      |
| 2012           |                                                              |                |                                    |      |      |      |      |
| 07/01          | "Sexy, Free & Single"                                        | Super Junior   | Sexy, Free & Single                |      |      |      |      |
| 2014           |                                                              |                |                                    |      |      |      |      |
| 12/22          | "Tell Me What Is Love (D.O.)"                                | EXO            | Exology Chapter 1: The Lost Planet |      |      |      |      |
| 2016           |                                                              |                |                                    |      |      |      |      |
| 04/10          | "Without You"                                                | NCT U          | "Without You" digital single       |      |      |      |      |